# II. třída okresu Hradec Králové 2003/2004
V utkáních II. třídy okresu Hradec Králové 2003/2004, jedné ze skupin 8. nejvyšší fotbalové soutěže v Česku, se utkalo 14 týmů dvoukolovým systémem podzim – jaro. Tento ročník začal v srpnu 2003 a skončil v červnu 2004.
Postup do I. B třídy Královéhradeckého kraje 2005/2006 si zajistil vítězný tým TJ Sokol Dohalice. Sestoupil poslední tým SK Slavia Libřice.

## Konečná tabulka II. třídy okresu Hradec Králové 2003/2004
| Poř. | Tým                                | Z  | V  | R | P  | VG | OG | B  |
| ---- | ---------------------------------- | -- | -- | - | -- | -- | -- | -- |
| 1.   | TJ Sokol Dohalice                  | 26 | 18 | 4 | 4  | 85 | 42 | 58 |
| 2.   | FC Slavia Hradec Králové           | 26 | 17 | 5 | 4  | 53 | 27 | 56 |
| 3.   | FK Chlumec nad Cidlinou „B“        | 26 | 11 | 8 | 7  | 56 | 51 | 41 |
| 4.   | SK Smiřice                         | 26 | 12 | 1 | 13 | 51 | 55 | 37 |
| 5.   | AFK Probluz                        | 26 | 10 | 6 | 10 | 47 | 38 | 36 |
| 6.   | FC Spartak Kobylice                | 26 | 9  | 9 | 8  | 42 | 43 | 36 |
| 7.   | RMSK Cidlina Nový Bydžov „B“       | 26 | 9  | 7 | 10 | 38 | 46 | 34 |
| 8.   | TJ Sokol Lovčice                   | 26 | 8  | 8 | 10 | 51 | 39 | 32 |
| 9.   | Lokomotiva Hradec Králové          | 26 | 9  | 5 | 12 | 41 | 54 | 32 |
| 10.  | TJ Slavoj Předměřice nad Labem „B“ | 26 | 9  | 5 | 12 | 33 | 48 | 32 |
| 11.  | TJ Sokol Myštěves                  | 26 | 9  | 4 | 13 | 44 | 57 | 31 |
| 12.  | TJ Sokol Velichovky                | 26 | 8  | 6 | 12 | 35 | 45 | 30 |
| 13.  | SK Čechie Hlušice                  | 26 | 8  | 5 | 13 | 42 | 53 | 29 |
| 14.  | SK Slavia Libřice                  | 26 | 5  | 7 | 14 | 39 | 59 | 22 |

Poznámky:
- Z = Odehrané zápasy; V = Vítězství; R = Remízy; P = Prohry; VG = Vstřelené góly; OG = Obdržené góly; B = Body; (S) = Mužstvo sestoupivší z vyšší soutěže; (N) = Mužstvo postoupivší z nižší soutěže (nováček)

|  | Postup do I. B třídy Královéhradeckého kraje 2004/2005 |
|  | Sestup do III. třídy okresu Hradec Králové 2004/2005   |